# Holiday (chanson de Madonna)
Pour les articles homonymes, voir Holiday.
Vous lisez un « bon article » labellisé en 2010.  Il fait partie d'un « bon thème ».
Singles de Madonna
Burning Up
(1983) Lucky Star
(1983)
Pistes de Madonna
I Know It
(4) Think Of Me
(6)
Holiday est le troisième single de la chanteuse américaine Madonna sorti le 7 septembre 1983, il apparaît sur l'album Madonna produit par Sire Records cette même année. Écrite par Curtis Hudson et Lisa Stevens de Pure Energy, la chanson est proposée à Madonna par le producteur John Benitez alors qu'elle recherche un succès potentiel pour l'inclure dans son premier album. Le morceau est bâti autour de guitares, de sons électroniques d'applaudissements et de passages de cordes synthétisées, pendant que la chanteuse raconte les sentiments que chacun peut éprouver au sujet des vacances.
Commercialement, il s'agit de la première chanson de Madonna à entrer dans le top 20 du Billboard Hot 100 tout en ayant une bonne place dans le Billboard Hot Dance/Club Play Chart, le hit-parade dance américain. Holiday est aussi un succès international, entrant dans les hits parades de nombreux pays européens. Une réédition du titre en 1985 atteint même la deuxième place du hit-parade au Royaume-Uni. Madonna chante Holiday dans beaucoup de ses tournées, la chanson étant généralement incluse dans le rappel ou servant de clôture de concert. Différentes interprétations de ce tube font partie des vidéos enregistrées lors des tournées. De nombreux artistes la reprennent et elle apparaît aussi dans des génériques de sitcoms comme Will et Grace.

## Genèse

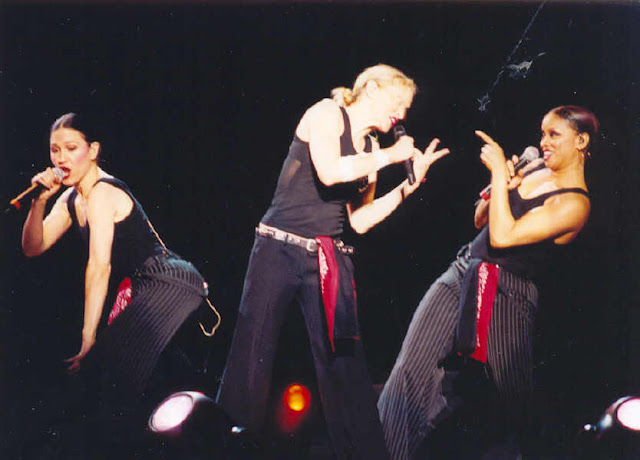
Madonna interprétant Holiday lors du Drowned World Tour

En 1983, Madonna enregistre son premier album avec l'aide du réalisateur artistique Reggie Lucas de Warner Bros. Records. Celui-ci est contacté par Sire Records lorsque le premier single de la chanteuse, Everybody, connaît le succès dans les discothèques new-yorkaises. Cependant Madonna n'a pas assez d'argent pour réaliser l'album. Lucas, de son côté, présente le projet à John Benitez, un DJ du Funhouse disco, qui remixe les morceaux déjà disponibles pour les pistes de danse. Pendant ce temps, en raison d'un conflit d'intérêts, le collaborateur de Madonna pour Everybody, Stephen Bray, vend la chanson Ain't No Big Deal à un autre label, la rendant indisponible pour le projet de Madonna. C'est Benitez qui découvre une nouvelle chanson écrite par Curtis Hudson et Lisa Stevens du groupe disco-funk Pure Energy. La chanson, intitulée Holiday, avait déjà été refusée par Phyllis Hyman et Mary Wilson du groupe The Supremes. Après l'enregistrement de la partie chantée par Madonna, Benitez passe quatre jours à essayer de rendre le titre plus attrayant commercialement avant la date-butoir d'avril 1983,. Juste avant son achèvement, Madonna et Benitez retravaillent la bande-son chez leur ami Fred Zarr à Brooklyn, qui y ajoute un solo de piano vers la fin.
Au départ, Lucky Star devait paraître en single, mais c'est Holiday qui est choisi pour sortir à sa place. Devant le succès de cette dernière chanson, Lucky Star sort finalement deux mois plus tard. Madonna n'apparaît pas sur la pochette originale de Holiday, peut-être parce que son label ne souhaite pas que le public découvre qu'elle n'est pas une artiste de R&B noire. C'est ainsi qu'ils choisissent une photo d'une gare avec l'avant d'un train. En 1987, Holiday est remixée en versions dub et groove pour la compilation You Can Dance. La chanson est également disponible sur la compilation The Immaculate Collection dans une version raccourcie. En 2005, durant une interview sur CBS News, Madonna déclare que Holiday est sa chanson préférée.
Une vidéo musicale avait été tournée, où figure notamment Christopher Ciccone, frère de Madonna, mais elle n'a jamais connu de sortie officielle.

## Composition musicale
Musicalement, la chanson se situe dans une signature rythmique en 4/4 avec un tempo de 116 pulsations par minute. Elle est composée en Ré majeur et dure 6 min 07 s. La voix de Madonna traverse la gamme vocale de si 3 à do  5 tandis que la chanson suit la progression d’accords majeurs : sol, la, la et si au tout début, quand Madonna commence à chanter Holiday, et change en sol, la, fa  et retour au sol quand elle poursuit avec « Celebrate ! ». Selon Rikky Rooksby, la chanson suit une succession d'accords ressemblant à celle de la chanson de Cyndi Lauper, Time After Time. Cette séquence de quatre notes continue et s'accompagne de guitares, de sons de claquement de mains électroniques et d'un arrangement de cordes synthétisées. Une progression répétitive se met en place dès l'arrivée du refrain. Vers la fin de la chanson, cette progression change dès qu'un break, réalisé par un piano, se fait entendre. Les paroles expriment le sentiment universel que tout le monde a besoin de prendre des vacances.

## Réception

### Critiques

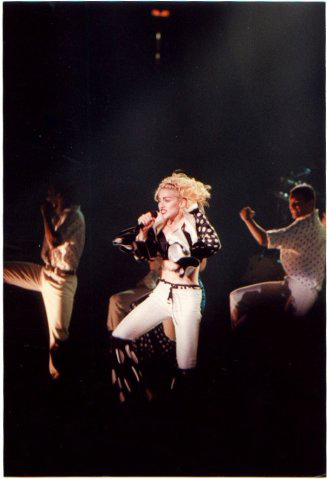
Madonna interprétant Holiday lors du Blond Ambition Tour.

La chanson reçoit de bonnes critiques de la part du public. Selon Rikky Rooksby, auteur du livre The Complete Guide to the Music of Madonna, « Holiday était aussi contagieux que la peste. Il suffit de l'écouter une fois pour que ce fichu hook ne sorte plus de votre esprit ». Jim Farber de Entertainment Weekly indique que Holiday satisfait l'oreille musicale des deux côtés de l'Atlantique et pendant son reportage sur The Immaculate Collection, David Browne, qui vient lui aussi de Entertainment Weekly, trouve que Holiday est « une petite chanson dance entraînante », et loue également le travail d'orfèvre qu'a été la production de la chanson. Mary Cross, auteur d'une biographie sur Madonna, décrit Holiday comme « une chanson simple, rafraîchissante et pleine de bonne humeur ». Sal Cinquemani de Slant Magazine trouve que la chanson est légère, tandis que Stephen Thomas Erlewine de AllMusic la qualifie d'effervescente et voit en elle l'une des meilleures chansons de l'album Madonna. Ce dernier, dans sa critique de la compilation The Immaculate Collection, va même dire que c'est l'un des plus grands titres de Madonna. Bill Lamb de About.com déclare que la chanson, tout comme Lucky Star et Borderline, est un modèle dans le genre dance-pop et Don Shewey de Rolling Stone estime que les paroles simples de la chanson sonnent habilement.

### Classements
Holiday est le premier gros succès de Madonna et reste dans les hit-parades entre Thanksgiving et Noël 1983. Le single entre dans le Billboard Hot 100 dès le 29 octobre 1983 à la 88e place et atteint la seizième le 4 février 1984, restant vingt-et-une semaines dans ce hit-parade. La chanson arrive à la 8e place du Billboard Hot Dance Club Song le 2 novembre 1983 et il s'agit de la première chanson de Madonna à se positionner en tête du Hot Dance Club Play. Elle conserve la première place pendant cinq semaines et ressort avec Lucky Star sur un single comportant des titres phares,. La chanson rentre également dans le Hot R&B/Hip-Hop Songs, y reste vingt semaines et parvient à la 25e place. À la fin de l'année 1984, elle termine à la 79e position du classement annuel du Billboard.
Au Canada, la chanson arrive à la 48e position du RPM le 21 janvier 1984 et atteint la 39e place. Elle revient ensuite à la 45e place en mars 1984 et atteint la 32e place en avril 1984. Au total, elle reste dans les hit-parades pendant douze semaines. Au Royaume-Uni, la chanson se classe dans les hit-parades à trois reprises. Lors de sa sortie initiale dans ce pays en 1984, le single décroche la sixième place du classement. L'année suivante, le single est réédité avec Think of Me sur sa face B, et entre de nouveau dans le classement en 32e place puis en seconde position durant l'été 1985, juste derrière Into The Groove, le dernier single en date de la chanteuse, qui détiennent ainsi les première et seconde positions dans ce classement. Enfin, quand la chanson sort à nouveau au Royaume-Uni en 1991 dans la compilation The Holiday Collection, elle se classe à la cinquième place. En Europe, la chanson atteint le top 10 en Belgique, aux Pays-Bas, en Allemagne et en Irlande,,, et se classe dans le top 40 en France, en Italie, en Suède et en Suisse,,,. Le succès de Holiday se ressent dans d'autres pays comme en Australie où la chanson parvient à se hisser dans le top 5. Selon l'Official Charts Company, la chanson s'est vendue à 770 000 exemplaires au Royaume-Uni.

## Interprétations scéniques

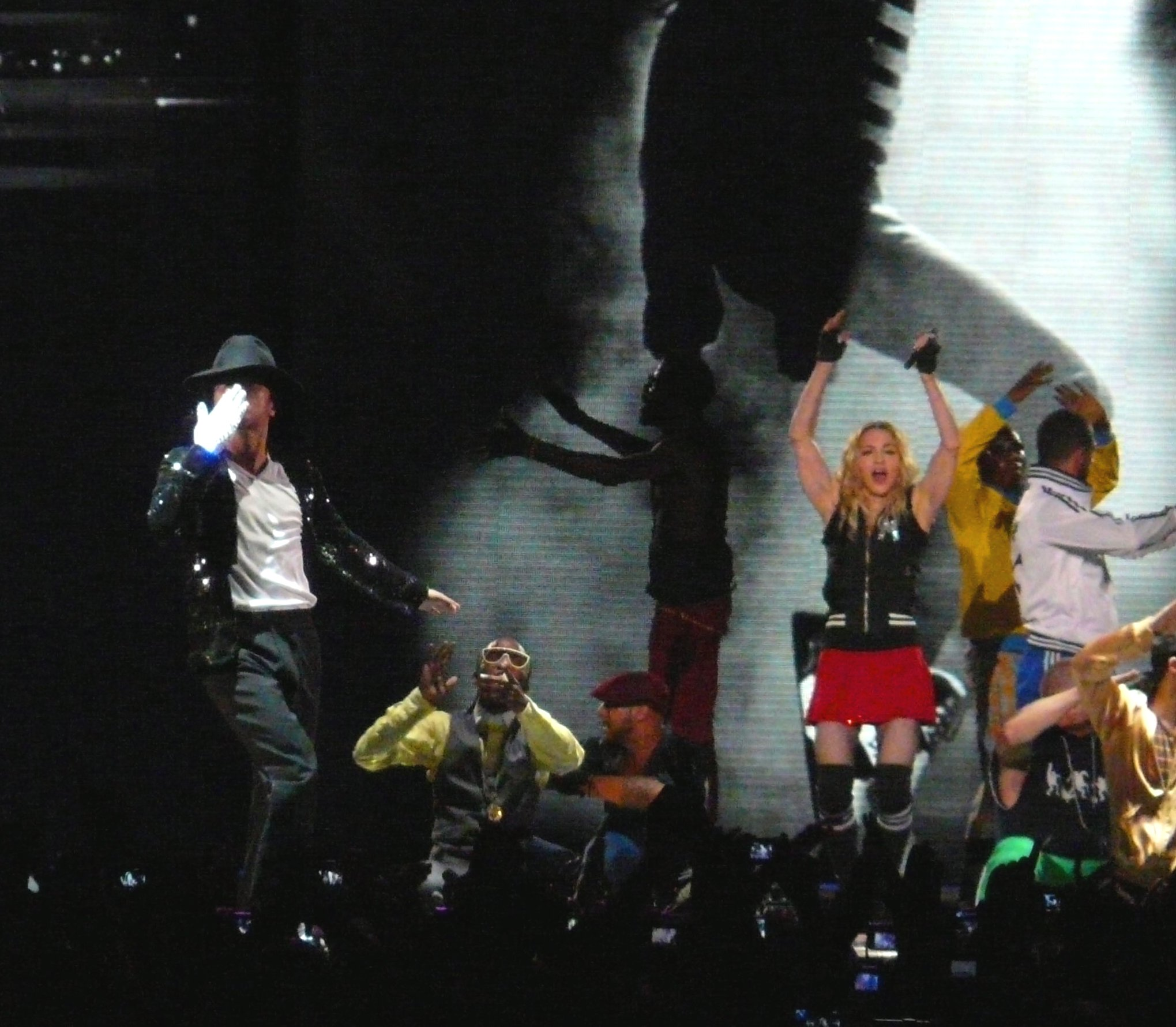
Madonna interprétant Holiday lors du Sticky & Sweet Tour où elle rend hommage à Michael Jackson

Madonna interprète Holiday pendant la quasi-totalité de ses tournées : The Virgin Tour (1985), le Who's That Girl Tour (1987), le Blond Ambition Tour (1990), The Girlie Show World Tour (1993), le Drowned World Tour (2001), le Re-Invention Tour (2004), la deuxième partie du Sticky & Sweet Tour (2009), quelques dates de The MDNA Tour (2012) et le Rebel Heart Tour (2015-2016).
En 1984, Holiday est un véritable succès et permet à Madonna d'être invitée à sa première émission télévisée, l'American Bandstand présentée par Dick Clark. Puis elle ajoute cette chanson au programme du Virgin Tour en 1985, et l'interprète en deuxième position. La même année en juillet, elle la chante au Live Aid, un concert humanitaire à Philadelphie.
En 1987, Madonna chante Holiday durant le Who's That Girl Tour, en clôture du concert. Elle y interprète une version énergique du titre, soulignant la nature festive et saine du thème de la chanson. Deux enregistrements de cette version sont disponibles : le premier dans le Ciao, Italia! – Live from Italy, enregistré dans le Stadio olimpico à Turin, le 4 septembre 1987 et le second dans le Who's That Girl - Live in Japan enregistré au Korakuen Stadium de Tokyo le 22 juin 1987.
Pour le Blond Ambition World Tour en 1990, Madonna dit « Je voulais lancer une vieille chanson pour le plaisir et Holiday semblait être la préférée du public. En plus, c'est l'une des seules vieilles chansons que je pouvais chanter sans me dire que j'en faisais trop ». Le titre a fait alors l'objet de trois captations visibles dans le Blond Ambition - Japan Tour 90, le Live! - Blond Ambition World Tour 90 Live in Nice, et le documentaire In Bed with Madonna,,. L'interprétation est nommée dans quatre catégories au MTV Video Music Awards de 1992 : meilleure vidéo féminine, meilleure vidéo dance, meilleure chorégraphie dans une vidéo et meilleure cinématographie d'une vidéo. Toutefois, elle ne gagne dans aucune de ces catégories.
Dans le Girlie Show en 1993, elle est interprétée alternativement, dans une version très martiale, en deuxième et dernière position du concert. Au milieu de la chanson, Madonna fait une pause pour une imitation d'entraînement militaire avec ses danseurs et son public. Cette interprétation suscite de vives réactions à Porto Rico quand Madonna frotte le drapeau portoricain entre ses jambes. En 2001, lors du Drowned World Tour, les habits de Madonna, spécialement créés pour la chanson, lui donnent l'apparence d'une fille venant des ghettos américains. Dans le Re-Invention Tour en 2004, Holiday est encore choisie comme clôture de ses concerts et elle propose une coloration folklorique car Madonna porte un kilt écossais durant son interprétation. Lorsque la chanson débute, Madonna et ses danseurs effectuent la chorégraphie habituelle face à la salle puis elle monte dans les gradins et continue de chanter pendant que des confettis lui tombent dessus. Holiday est incluse dans le documentaire I'm Going to Tell You a Secret et Stephen Thomas Erlewine de AllMusic conclut que la chanson « donne le sentiment qu'elle pouvait s'adapter à la jeunesse européenne, dans le style rétro-disco de camping du Confessions Tour ».
La piste est ajoutée aux concerts lors de la seconde partie du Sticky & Sweet Tour de 2008-2009. Elle remplace le titre Heartbeat de l'album Hard Candy et rend hommage à Michael Jackson, mort une semaine avant le début de cette seconde partie de la tournée,. Lorsque Madonna interprète sa chanson, une photo de Jackson apparaît sur scène et un sosie du « roi de la pop » arrive sur scène avec les vêtements caractéristiques de Jackson. La musique continue ensuite sur un medley des chansons de ce dernier, comme Billie Jean et Wanna Be Startin' Somethin', tandis que le sosie imite ses pas de danses, dont le moonwalk. Pendant ce temps Madonna tape dans ses mains, se balance et sautille dans tous les sens alors que défilent sur un grand écran des photos de Jackson au fil des années. À la fin, Madonna dit à son public « Rendons hommage à l'un des plus grands artistes que le monde ait connu » et le public applaudit.
Alors qu'elle était au départ absente de la setlist du MDNA Tour (2012), Madonna intègre Holiday lors de la plupart des dates de la partie américaine de la tournée, entre Open Your Heart et Masterpiece, accompagnée par le trio basque Kalakan,. Elle l'interprète également lors du Rebel Heart Tour (2015-2016) en tant que dernier morceau du concert.

## Reprises
Le groupe de synthpop britannique Heaven 17 enregistre une reprise en 1999 pour la compilation Virgin Voices Vol. 1: A Tribute To Madonna. En 2002, Mad'House enregistre une version dance : Holiday pour son album Absolutely Mad. Girl Authority reprend le titre en 2007 pour son album Road Trip. Le chanteur français Quentin Elias du groupe Alliage la reprend pendant l'une de ses représentations en direct. En 1986, le duo néerlandais MC Miker G & DJ Sven sortent une reprise de Holiday intitulée Holiday Rap qui utilise un morceau du refrain de la chanson de Madonna. Celle-ci obtient un grand succès en entrant dans les hit-parades français, néerlandais et suisse et atteint même le top 10 en Autriche, Norvège et Suède. Les basses de Holiday sont samplées par The Avalanches dans deux chansons (Stay Another Season et Little Journey) de leur album Since I Left You sorti en 2000.
Le morceau est refait par Will et Grace sous le titre He's Hot pour l'album de la sitcom en 2004 et comprend même des échantillons de la voix de Madonna. La quasi-totalité des parties instrumentales de la chanson He's Hot utilisent des échantillons de la chanson originale. La série canadienne Degrassi : La Nouvelle Génération, connue pour donner le titre d'un tube des années 1980 à chacun de ses épisodes, a nommé l'un de ses épisodes en deux parties d'après cette chanson,. Holiday apparaît dans le jeu vidéo Karaoke Revolution Presents: American Idol Encore sorti en 2008.

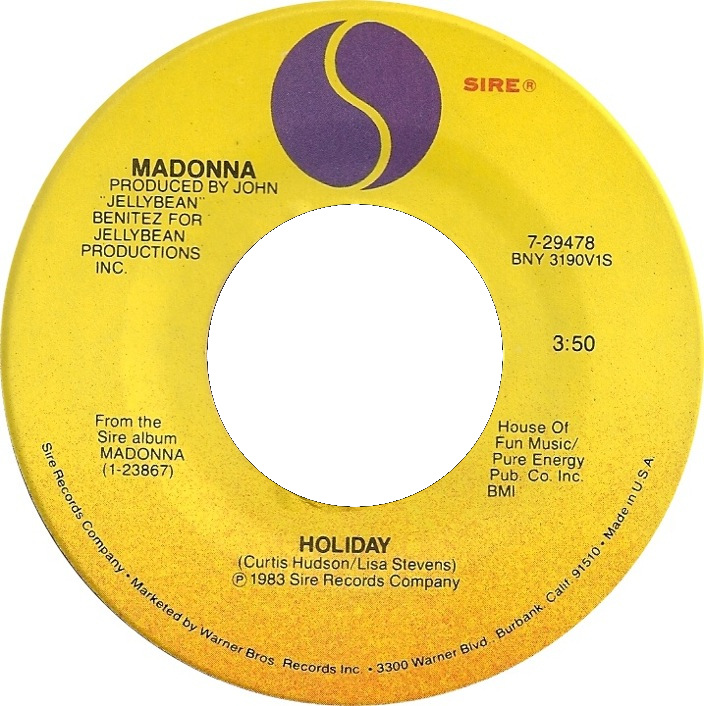
Seul vinyle américain

## Versions
Single 33 tours version É.U./Europe ,
1. Holiday (Version courte) - 4:04
2. I Know It - 3:45

Single 45 tours version É.U./Europe ,
1. Holiday (Version album) - 6:07
2. Lucky Star - 5:30

Single 33 tours version R.U. 
1. Holiday (Version courte) - 4:04
2. Think of Me - 4:53

Single 45 tours version R.U. 
1. Holiday (Version album) - 6:07
2. Think of Me - 4:53

## Crédits
- Madonna - chant, cencerro
- Curtis Hudson - auteur, guitares
- Lisa Stevens - auteur
- John « Jellybean » Benitez - producteur
- Fred Zarr - batteries, basse Moog, synthétiseur, piano acoustique
- Raymond Hudson - basse
- Bashiri Johnson - percussions
- Tina B. - chœurs
- Norma Jean Wright - chœurs

Source

## Classements par pays
| Pays                                                  | Meilleure position | Semaines dans le classement |
| ----------------------------------------------------- | ------------------ | --------------------------- |
| Allemagne (Media Control Charts)                      | 9                  |                             |
| Australie (ARIA Charts)                               | 4                  |                             |
| Belgique                                              | 26                 |                             |
| Canada (RPM)                                          | 32                 |                             |
| France (Top 50)                                       | 37                 |                             |
| Irlande (Irish Singles Chart)                         | 2                  |                             |
| Italie                                                | 26                 |                             |
| Pays-Bas (1984)                                       | 7                  | (9 semaines)                |
| Pays-Bas (1985)                                       | 10                 | (13 semaines)               |
| Pays-Bas (1991)                                       | 24                 | (8 semaines)                |
| Royaume-Uni (Official Charts Company)                 | 6                  | (11 semaines)               |
| Royaume-Uni (1985)                                    | 2                  | (10 semaines)               |
| Royaume-Uni (1991)                                    | 5                  | (7 semaines)                |
| Suède (Sverigetopplistan)                             | 20                 |                             |
| Suisse                                                | 18                 |                             |
| États-Unis Billboard Hot 100                          | 16                 | (21 semaines)               |
| États-Unis Billboard Hot Dance/Club Play Chart        | 1                  | (5 semaines)                |
| États-Unis Billboard Hot R&B/Hip-Hop Singles & Tracks | 25                 |                             |